# Sanremo-Festival 1983
Die 33. Ausgabe des Festival della Canzone Italiana di Sanremo fand 1983 vom 3. bis zum 5. Februar im Teatro Ariston in Sanremo statt und wurde von Andrea Giordana zusammen mit Anna Pettinelli, Isabel Russinova und Emanuela Falcetti moderiert.

## Ablauf

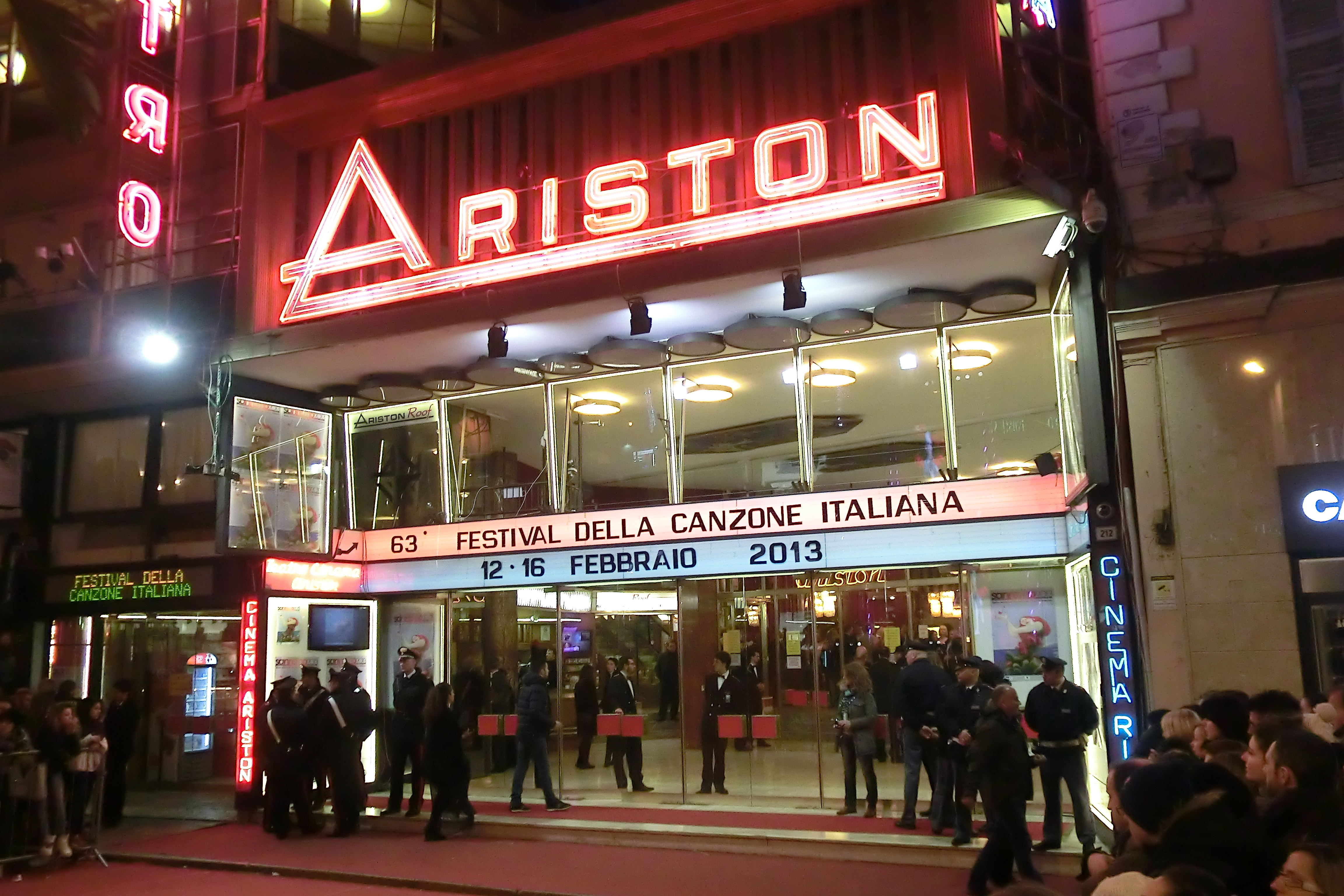
Das Ariston-Theater, Veranstaltungsort des Sanremo-Festivals

1983 steigerte Gianni Ravera, erneut für die Organisation des Festivals zuständig, die Teilnehmerzahl auf 36 – ein neuer Rekord. Sie wurden wie gehabt in zwei Gruppen aufgeteilt, wobei von den 18 „Big“ alle das Finale erreichten, von den 18 „Giovani“ (Newcomern) hingegen nur acht. Aufgrund der Polemiken um Claudio Villa im Vorjahr setzte Ravera nun auf eine neue, transparentere Zusammensetzung der Jurys: In 60 Gemeinden Italiens wurde, unter der Leitung des Gemeindesekretärs, je eine Jury aus 20 Personen gebildet. Für die Moderation wählte man den Schauspieler Andrea Giordana aus, dem das Moderationstrio der Sendung Discoring, bestehend aus Anna Pettinelli, Emanuela Falcetti und Isabel Russinova, zur Seite gestellt wurde.
Nachdem in den Vorjahren schon Halbplayback zur Regel geworden war, forderten die Labels in diesem Jahr Vollplayback. Nach Protest der Gemeinde Sanremo wurde es den Teilnehmern schließlich freigestellt, ob sie live singen wollten oder nicht. Eine weitere Kontroverse löste die Rai aus, als sie die Fotografen aus dem Theaterparterre verbannte, woraufhin diese in Streik traten. Versuchsweise wurde in diesem Jahr das Totip-Voting, parallel zu dem der Jurys, erstmals durchgeführt: Dabei konnten Zuschauer in ganz Italien unter Verwendung der Scheine des Tippspiels Totip (entwickelt für Pferdewetten) Stimmen für Sanremo-Beiträge abgeben. Das System bewährte sich und wurde im Jahr darauf als offizielles Abstimmungsverfahren des Festivals eingeführt.
Unter den Teilnehmern waren zwei vormalige Sieger: Toto Cutugno (1980) und Matia Bazar (1978). Weitere Vertreter der Hauptkategorie waren Dori Ghezzi, die beim Festival in Begleitung ihres Partners Fabrizio De André erschien; die Fernsehmoderatorin Barbara Boncompagni; Rockstar Vasco Rossi bei seinem zweiten Versuch; Gianni Morandi mit einem Comebackversuch; sowie drei internationale Sänger, Bertín Osborne (Spanien), Amii Stewart (USA) und Richard Sanderson (Schottland). In der Newcomerkategorie wurde Giorgia Fiorio, Tochter des Formel-1-Funktionärs Cesare Fiorio, viel Aufmerksamkeit zuteil, und auch Amedeo Minghi machte auf sich aufmerksam, schaffte es jedoch nicht ins Finale; daneben versuchte sich Zucchero ein zweites Mal, wobei er allerdings mehr Erfolg als Autor hatte (er war an noch vier weiteren Liedern im Wettbewerb beteiligt), und das Autorenduo aus Franco Battiato und Giusto Pio schickten zwei Jahre nach dem Sieg mit Per Elisa ein weiteres Lied ins Rennen, diesmal gesungen von der Newcomerin Sibilla, ohne jedoch das Finale zu erreichen.
Ravera legte wie schon in den Jahren davor viel Wert auf prominente, internationale Gäste. 1983 waren darunter Peter Gabriel, John Denver, Toquinho, Frida (ABBA), KC and the Sunshine Band und Ph.D. Außerdem kehrte der Komiker Roberto Benigni zurück, um sein Regiedebüt Tu mi turbi vorzustellen, und auch Pippo Franco war erneut zu Gast und stellte ein neues Lied vor.
Das Finale beinhaltete in diesem Jahr auch eine Endrunde, in die die drei Bestplatzierten aus beiden Kategorien einzogen. Darin konnte sich zur allgemeinen Überraschung die Newcomerin Tiziana Rivale mit dem Lied Sarà quel che sarà durchsetzen, vor Donatella Milani (einer weiteren Newcomerin) und Dori Ghezzi. Für Songwriter Maurizio Fabrizio war es der zweite Sieg in Folge. Der Kritikerpreis ging an Vacanze romane von Matia Bazar, Platz vier der Gesamtwertung. In der inoffiziellen Totip-Publikumswertung, deren Ergebnisse Pippo Baudo am Tag nach dem Finale verkündete, gewann der Fünftplatzierte Toto Cutugno mit L’italiano vor Gianni Morandi und der Newcomerin Giorgia Fiorio.

## Teilnehmende Beiträge
- Sieger
- In der Vorrunde ausgeschieden

| Platzierung | Interpret           | Lied                             | Autoren                                                                    |
| ----------- | ------------------- | -------------------------------- | -------------------------------------------------------------------------- |
| 1           | Tiziana Rivale      | Sarà quel che sarà               | Roberto Ferri, Maurizio Fabrizio                                           |
| 2           | Donatella Milani    | Volevo dirti                     | Donatella Milani, Daniele Pace, Zucchero                                   |
| 3           | Dori Ghezzi         | Margherita non lo sa             | Oscar Prudente, Oscar Avogadro                                             |
| 4           | Matia Bazar         | Vacanze romane                   | Carlo Marrale, Giancarlo Golzi                                             |
| 5           | Toto Cutugno        | L’italiano                       | Cristiano Minellono, Toto Cutugno                                          |
| 6           | Fiordaliso          | Oramai                           | Claudio Daiano, Angelo Valsiglio, Depsa                                    |
| 7           | Stefano Sani        | Complimenti                      | Luigi Albertelli, Zucchero                                                 |
| 8           | Gianni Morandi      | La mia nemica amatissima         | Mogol, Gianni Bella, Gianni Morandi                                        |
| 9           | Amii Stewart        | Working Late Tonight             | Mario Capuano, Giosy Capuano, Simon Boswell                                |
| 10          | Marco Armani        | È la vita                        | Marco Armani, Paolo Armenise                                               |
| 11          | Giuseppe Cionfoli   | Shalom                           | Giuseppe Cionfoli                                                          |
| 12          | Giorgia Fiorio      | Avrò                             | Sergio Menegale, Raffaele Ferrato, Piero Soffici                           |
| 13          | Flavia Fortunato    | Casco blu                        | Massimiliano Di Carlo, Paolo Masala, Elio Palumbo, Marcello Ramoino        |
| 14          | Bertín Osborne      | Eterna malattia                  | Enzo Malepasso, Luigi Albertelli                                           |
| 15          | Riccardo Azzurri    | Amare te                         | Riccardo Azzurri                                                           |
| 16          | Sandro Giacobbe     | Primavera                        | Sandro Giacobbe, Luigi Albertelli                                          |
| 17          | Christian           | Abbracciami amore mio            | Mario Balducci                                                             |
| 18          | Marco Ferradini     | Una catastrofe bionda            | Roberto Giuliani, Marco Ferradini, Cheope                                  |
| 19          | Richard Sanderson   | Stiamo insieme                   | Zucchero                                                                   |
| 20          | Zucchero            | Nuvola                           | Zucchero                                                                   |
| 21          | Gianni Nazzaro      | Mi sono innamorato di mia moglie | Daniele Pace, Michele Russo                                                |
| 22          | Barbara Boncompagni | Notte e giorno                   | Daniele Pace, Angelo Valsiglio                                             |
| 23          | Passengers          | Movie Star                       | Celso Valli, Angelo Piccarreda                                             |
| 24          | Viola Valentino     | Arriva arriva                    | Maurizio Fabrizio, Vincenzo Spampinato                                     |
| 25          | Vasco Rossi         | Vita spericolata                 | Vasco Rossi, Tullio Ferro                                                  |
| 26          | Pupo                | Cieli azzurri                    | Pupo, Stefano Saturnini                                                    |
|             | Daniela Goggi       | Dammi tanto amore                | Maurizio Bassi, Pupo                                                       |
|             | Pinot               | Donna sola                       | Ivano Michetti                                                             |
|             | Brunella Borciani   | E la neve scende                 | Luigi Albertelli, Zucchero                                                 |
|             | Patrizia Danzi      | Fammi volare                     | Cavaros, Michele Violante                                                  |
|             | Gloriana            | Il mio treno                     | Silvio Subelli, Giancarlo Nisi, Guido Natili, Silvio Aloisio, Fabio Anfuso |
|             | Nino Buonocore      | Nuovo amore                      | Nino Buonocore                                                             |
|             | Sibilla             | Oppio                            | Franco Battiato, Fleur Jaeggy, Sibilla, Giusto Pio                         |
|             | Alessio Colombini   | Scatole cinesi                   | Adelio Cogliati, Alessio Colombini                                         |
|             | Manuele Pepe        | Solo con te                      | Manuele Pepe                                                               |
|             | Amedeo Minghi       | 1950                             | Gaio Chiocchio, Amedeo Minghi                                              |

## Erfolge
Zehn der Finalisten konnten im Anschluss an das Festival die Top 25 der Singlecharts erreichen. Deutlich erfolgreicher als die Top drei der Festivalwertung waren das mit dem Kritikerpreis bedachte Vacanze romane von Matia Bazar, der Sieger der Totip-Wertung Toto Cutugno mit L’italiano sowie Vasco Rossis Vita spericolata, das in der Finalwertung nur auf dem vorletzten (25.) Platz gelandet war. Unter den Gästen konnten sowohl Ph.D. als auch Peter Gabriel sowie Pippo Franco nach ihrem Festivalauftritt große Charterfolge erzielen.

| Jahr                                         | Titel Interpret                         | Höchstplatzierung, Gesamtwochen, AuszeichnungChartsChartplatzierungen (Jahr, Titel, Interpret, Platzierungen, Wochen, Auszeichnungen, Anmerkungen) | Anmerkungen    |
| Jahr                                         | Titel Interpret                         | IT | Anmerkungen    |
| -------------------------------------------- | --------------------------------------- | --- | -------------- |
| 1983                                         | Vacanze romane Matia Bazar              | IT1 (19 Wo.)IT | Platz 4        |
| 1983                                         | L’italiano Toto Cutugno                 | IT2 (17 Wo.)IT | Platz 5        |
| 1983                                         | Vita spericolata Vasco Rossi            | IT3 (21 Wo.)IT | Platz 25       |
| 1983                                         | Sarà quel che sarà Tiziana Rivale       | IT5 (13 Wo.)IT | Platz 1        |
| 1983                                         | Volevo dirti Donatella Milani           | IT9 (13 Wo.)IT | Platz 2        |
| 1983                                         | La mia nemica amatissima Gianni Morandi | IT10 (10 Wo.)IT | Platz 8        |
| 1983                                         | Margherita non lo sa Dori Ghezzi        | IT12 (13 Wo.)IT | Platz 3        |
| 1983                                         | Complimenti Stefano Sani                | IT14 (10 Wo.)IT | Platz 7        |
| 1983                                         | Eterna malattia Bertín Osborne          | IT18 (7 Wo.)IT | Platz 14       |
| 1983                                         | Working Late Tonight Amii Stewart       | IT23 (1 Wo.)IT | Platz 9        |
| Weitere Charterfolge aus dem Festivalumfeld: |                                         | |                |
|                                              |                                         | |                |
| 1983                                         | I Didn’t Know Ph.D.                     | IT2 (18 Wo.)IT | Gastbeitrag    |
| 1983                                         | Shock the Monkey Peter Gabriel          | IT2 (17 Wo.)IT | Gastbeitrag    |
| 1983                                         | Chi chi chi co co co Pippo Franco       | IT3 (20 Wo.)IT | Gastbeitrag    |
| 1983                                         | Canzone pulita Nino Manfredi            | IT16 (6 Wo.)IT | Schlussmelodie |
| 1983                                         | Aquarello Toquinho                      | IT21 (2 Wo.)IT | Gastbeitrag    |

## Belege
1. ↑  M&D-Chartarchiv. Musica e dischi, abgerufen am 12. Juli 2019 (italienisch, kostenpflichtiger Abonnement-Zugang).